# La transformación de la manzana como tipo morfologista
La transformación de la manzana como tipo morfologista es un libro escrito por Enrique Manzano Martínez que recoge la investigación desarrollada para su tesis doctoral de título La transformación de la manzana como tipo morfologista: Madrid ensanche de Vallecas 2000-2010.

## Historia
La planificación urbana a lo largo del siglo XX siguió unos parámetros de ordenación para el crecimiento de la ciudad existente. Se utilizó el apoyo de las retícula ortogonal como herramienta experimentada a lo largo de la historia de las ciudades en diferentes procesos de urbanización. El estudio de investigación planificado en la tesis doctoral realizada por Enrique Manzano sobre las ciudades de transición del siglo XIX al XX, con el funcionalismo desarrollado desde el primer Congreso Internacional de Arquitectura Moderna de 1928 hasta el último de finales de los años 1950 sirve de fundamento conceptual a esta investigación.
El análisis de la historia del urbanismo desde los años 1920 sirve para construir un relato sobre las formas urbanas, el bloque, la manzana, el polígono derivado del funcionalismo que a partir de los años 50, aborda crecimientos exponenciales en las ciudades españolas, para llegar a la nueva visión de la ciudad democrática con el cambio de régimen político y la ciudad de final del siglo XX y primeros años del siglo XXI, en el caso de Madrid y con la mirada global que imponen los tiempos.

## Estructura
Desde la investigación planteada en la tesis la estructura recorre la evolución urbana de Madrid en el siglo XX para analizar los nuevos ensanches realizados en la primera década del siglo XXI en el ensanche de Vallecas. El recorrido temporal se acompaña del análisis morfológico de los barrios madrileños para explorar la ciudad en un relato acompañado de imágenes, planos, gráficos y fotografías.
Explorar la manzana cerrada, los crecimientos en retícula del ensanche del siglo XIX, los crecimientos de las periferias durante el siglo XX, comparando con lo que pasaba simultáneamente en otras ciudades como Berlín o Londres contextualiza y posiciona Madrid en lo global y lo local. Las herramientas urbanísticas utilizadas a inicios del siglo XX para planificar el crecimiento de la ciudad, se transforman a medida que 50 años después la demografía cambia y las perspectivas socioeconómicas modifican la forma de vida. De la manzana cerrada, al bloque aislado, pasando por el polígono periférico del urbanismo funcionalista, derivado del aprendizaje en Congreso Internacional de Arquitectura Moderna. CIAM, surge una lectura de la ciudad a través de su morfología tipológica, que en España presenta las peculiaridades de la transición política democrática de los años 1980.
Una nueva forma de ordenar la ciudad, una nueva forma de proyectar y las conclusiones de la investigación formal que se exponen como aprendizajes útiles para diseño urbano contemporáneo, diseño de escales edificio bloque, así como para intervenciones en la ciudad construida existente.